# Marisa Tayui
Marisa Tayui (田结万里纱) é uma atriz estadunidense de origem japônesa. Ela apareceu no filme Balls of Fury em 2007 . Ela também fez aparições em The Andy Dick Show, Monk, Two and a Half Men, Heroes, MTV Movie Awards 2004, House MD e The Bold and the Beautiful. Ela apareceu no filme do Adam SandlerJust Go With It.